# Jan Městecký z Dobrušky a Opočna
Jan Městecký z Dobrušky a Opočna, známý spíše jako Jan Městecký z Opočna (1380? – 1432 Hostinné) byl východočeský šlechtic, poslední z rodu pánů z Dobrušky a Opočna a jedna z osobností období husitských bouří a zároveň jedna z nejvýznamnějších osobností tzv. Opočenské strany. Přídomek Městecký získal podle svého prvního sídla, Heřmanova Městce, sám ale přídomek Městecký nikdy nepoužíval. Dokumenty signoval jako Jan z Opočna, popřípadě jako Jan mladší.

## Mládí
Jeho otcem byl Štěpán z Opočna, který patřil mezi tzv. milce krále Václava IV., matkou byla Kačna z Bergova. Otec se stal jednou z obětí politických bojů - byl v roce 1397 spolu s dalšími královými příznivci na Karlštejně zavražděn, když se podílel na vyšetřování rozsáhlé zpronevěry. Poručníkem nezletilého Jana se stal strýc Jaroslav z Opočna.
Po dosažení dospělosti (v letech 1408 - 1410) na rozdíl od svého otce nevstoupil do královských služeb, ale začal se živit jako námezdní rytíř či žoldnéř. Poprvé se v této roli objevil v roce 1410, kdy se 15. července zúčastnil na straně německých rytířů bitvy u Grunwaldu. V bitvě, kterou němečtí rytíři prohráli, byl zajat, a na svobodu byl propuštěn až na jaře roku 1412. Po návratu ze zajetí se zapojil do sporu mezi Jindřichem Lacembokem z Chlumu a Mikulášem ze Žampachu. Na majetku Jindřicha z Lacemboku, který se podílel na vraždě jeho otce, později společně se svým strýcem z matčiny strany Otou z Bergova začal loupit. Jeho jméno se také objevilo v souvislosti s vraždou Půty mladšího ze Skály na Starém Městě 6. února 1413. Vina ale Městeckému nebyla dokázána. V roce 1413 se zmocnil panství Choustníkovo Hradiště, které v roce 1415 za nejasných okolností prodal, a to dokonce dvakrát: nejprve Žofce z Rotštejna a poté Janu a Jiřímu z Hustířan. Spojil se s protireformně zaměřeným Otou z Bergova, příslušníkem ligy na obranu římské církve a víry, se kterým z 1. na 2. listopadu 1415 přepadl a vyplenil benediktínský opatovický klášter sv. Vavřince, při čemž umučili převora kláštera Petra Lazura. Klášter poté drželi ve své moci až do ledna 1416. Tento zločin jim byl z neznámých důvodů Václavem IV. 31. ledna 1416 odpuštěn. V roce 1418 obsadil Miletín patřící Řádu německých rytířů s odkazem na dluhy z bitvy u Grunwaldu, městečko ale nedržel dlouho. Blízké vztahy udržoval i s Pútou z Častolovic, se kterým společně podnikali loupeživé výpady. Někdy mezi roky 1416 až 1419 získal tehdejší hrad Opočno.

## Husitské války
Po upálení Jana Husa v Kostnici podepsal s řadou dalších českých šlechticů 2. září 1415 tzv. Stížný list českých a moravských pánů do Kostnice, kterým se česká šlechta postavila proti popravě českého kněze. 
S otevřeným příklonem na husitskou nebo katolickou stranu zpočátku váhal. Na katolickou stranu se nakonec připojil v roce 1420, kdy se na straně poražených zúčastnil bitvy u Sudoměře. Po návratu ho Zikmund jmenoval hejtmanem Chrudimi. Jeho oddíly spolu s oddíly Hynka Červenohorského z Dubé posílily posádku v opatovickém klášteře vedenou Alešem Holickým, která pak dvakrát odolala útoku orebitů (poprvé v listopadu 1420 odrazila hradecké oddíly vedené Alešem Vřešťovským, podruhé na jaře 1421 zvítězila v bitvě u Podůlšan; v dubnu 1421 však husité klášter stejně dobyli a vypálili).
14. ledna 1421 Jan Městecký společně s kutnohorskými silami obsadil husity drženou Přelouč, kde se podílel na vyvraždění husitů. V únoru téhož roku se účastnil obléhání Chotěboře. Po vyjednávání přislíbil chotěbořským táboritům za otevření města volný odchod. Svůj slib ale nesplnil a stejně jako v Přelouči husity nechal pozabíjet. Následné obléhání kláštera drženého husity poblíž Strádova skončilo neúspěchem. Vojska pražanů pak zaútočila na Chrudim. 26. dubna Městecký kapituloval, a aby si zachránil život, přidal se na husitskou stranu. V řadách husitského vojska se účastnil dobývání Jaroměře, kde byl hejtmanem jeho bývalý spojenec Hynek Červenohorský. Poté, co 13. října 1421 vtrhly proti husitům do Čech slezské oddíly, domnívaje se, že husité budou zničeni, Městecký poklekl před biskupem Janem Železným a odřekl se kalicha. Slíbil věrnost Zikmundovi a spolu s Půtou z Častolovic se ke Slezanům připojil, za což byla jeho korouhev vyvěšena na pranýři v Praze.
Bitvy u Hořic na jaře 1423, která skončila porážkou katolického vojska, se Jan Městecký nejspíš osobně nezúčastnil, ale možná poskytl své oddíly. Společně s Půtou z Častolovic však vedl v září tohoto roku výpad do Hradce Králové, kde vypálil Křižovnickou ulici a usmrtil správce kostela. Na sjezdu české šlechty v Kolíně vystupoval jako zastánce Zikmunda a následně se zúčastnil i svatohavelského sněmu. Jemu a Půtovi pak připadla úloha vyjednavačů o podmínkách setkání husitských zástupců se Zikmundem v Brně - cestovali kvůli tomu za Zikmundem do Uher, ale k dohodě o setkání nedošlo.
Hlavním nepřítelem východočeských katolických pánů, kteří jsou někdy nazýváni opočenská strana a k nimž bývá kromě Městeckého a Půty počítán i Hynek Červenohorský, byl v této době Jan Žižka a jeho Menší Tábor. Opočenští snad i připravovali na Žižku atentát, před nímž Žižku varoval hradecký kněz Ambrož, který tuto informaci získal od zajatého katolíka. Možná i to bylo důvodem, že proti nim Žižka se svým vojskem vytáhl. 14. ledna 1422 oblehl Zikmund Korybutovič Městeckého opočenský hrad, ale po deseti dnech odtáhl s nepořízenou. Hrad neměl žádnou strategickou důležitost a jeho obležení mělo pouze politický význam. 6. ledna 1424 byli příslušníci opočenské strany poraženi v bitvě u Skalice.
Velkou ztrátu pro Městeckého znamenalo dobytí a zničení jeho hradu Opočno sirotčím vojskem 12. srpna 1425 (i když se v té době na hradě nenacházel). 14. února 1427 se nejdříve zapojil do spojenectví se Slezany, kteří se chystali znovu vpadnout do Čech a pak na podzim do příprav převratu v Praze, který chystali konzervativní husité v čele s Hynkem Koldštejnským z Valdštejna - osobně se však neúspěšné akce nezúčastnil. V následujících letech utrpěl Městecký v bojích se sirotky i tábory další majetkové ztráty. Poté, co sirotci po dlouhém obléhání dobyli i Lichnici, přešel v roce 1430 znovu na husitskou stranu. Jeho loajalita nebyla silná, byl obviňován, že nedodržuje své závazky.

## Majetkové poměry
Poté, co se stal zletilým, převzal do užívání zděděný majetek, město Heřmanův Městec a hrad Opočno. Společně se svým strýcem Janem spoluvlastnil Dobrušku. Určitého rozšíření majetku se dočkal v roce 1412, kdy se podílel na loupežích majetku Jindřicha z Chlumu. V roce 1413 obsazené panství Choustníkovo Hradiště v roce 1415 prodal bez vědomí majitele.
V roce 1418 obsadil Miletín patřící Řádu německých rytířů, dle vlastního tvrzení jako splátku za dluh z bitvy u Grunwaldu. Dne 17. září 1420 mu král Zikmund jako žold připsal majetek Břevnovského kláštera, tedy 3 000 kop grošů. V roce 1425 ztratil hrad Opočno s takřka celým panstvím. Pak se mu podařilo získat hrady Žampach, Lanšperk a Lichnici, v roce 1429 je však opět ztratil poté, co je dobyli husité. Přestoupením na husitskou stranu doufal získat zpět hrad Lichnici, což se ale nakonec nezdařilo, navíc došlo k definitivnímu rozpadu opočenské strany. Po smrti strýce Jana z Frymburka v roce 1430 získal druhou polovinu Dobrušky a hrad Frymburk u Nového Hrádku. Přesto zemřel zadlužený.

## Hodnocení
Byl znám jako krutý člověk, který neplnil své sliby a pro rozmnožení svého majetku byl ochoten udělat cokoliv. Pro jeho dvojnásobný přestup k husitství ho nevedla reformní ideologie, ale touha po majetku, navíc tím pro obě strany ztratil důvěryhodnost. Byl dobrý válečník, ale špatný diplomat, který násilnou cestou řešil i spory, kde se nabízela dohoda a nebyl si ani schopen zajistit v případě potřeby posily. Nedodržováním vlastních slibů (věřil, že nedodržení slibu daného kacířům není hřích) a brutalitou, s jakou nechal povraždit řadu obyvatel Přelouče a Chotěboře si vysloužil v řadách radikálních husitů nenávist.
Jeho smrtí rod pánů z Dobrušky a Opočna vymřel.